# Rich County
Rich County ist ein County im Bundesstaat Utah der Vereinigten Staaten. Der Sitz der Countyverwaltung (County Seat) und zugleich größte Stadt ist Randolph. Das U.S. Census Bureau hat bei der Volkszählung 2020 eine Einwohnerzahl von 2.510 ermittelt.

## Geographie
Das Rich County eine Fläche von 2813 km², davon sind 150 Quadratkilometer Wasserfläche. Es grenzt im Uhrzeigersinn an die Countys: Licoln County (Wyoming), Uinta County (Wyoming), Summit County, Morgan County, Weber County, Cache County und Bear Lake County (Idaho).
Im Norden befindet sich der Bear Lake State Park. Die Bear River Valleys liegen im östlichen Teil des Countys und erreichen Höhen von 1800 Meter. Dieses Gebiet ist eines der kältesten Gebiete im Staat Utah. Der Rekord in Woodruff war im Winter −45 °C und im Sommer 32 °C. Der südliche Teil des Bear Lake liegt in Rich County.

## Geschichte
Rich County wurde im Jahre 1868 gegründet. Benannt wurde es nach Charles C. Rich, einem frühen Apostel der Mormonen. 

## Demografische Daten

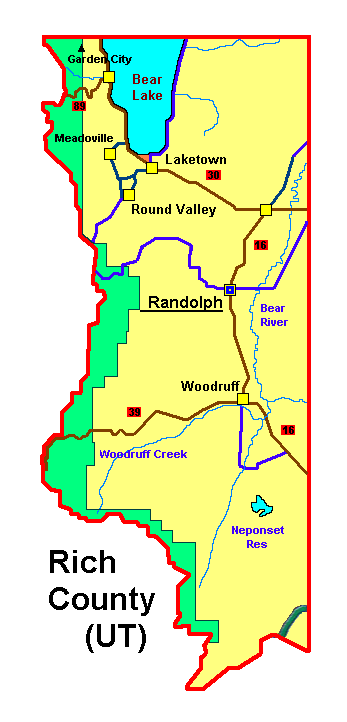
Rich County (UT) Details

Nach der Volkszählung im Jahr 2000 lebten im Rich County 1961 Menschen. Es gab 645 Haushalte und 521 Familien. Die Bevölkerungsdichte betrug 1 Einwohner pro Quadratkilometer. Ethnisch betrachtet setzte sich die Bevölkerung zusammen aus 98,16 % Weißen, 0,00 % Afroamerikanern, 0,05 % amerikanischen Ureinwohnern, 0,41 % Asiaten, 0,00 % Bewohnern aus dem pazifischen Inselraum und 0,92 % aus anderen ethnischen Gruppen; 0,46 % stammten von zwei oder mehr ethnischen Gruppen ab. 1,84 % der Bevölkerung waren spanischer oder lateinamerikanischer Abstammung.
Von den 645 Haushalten hatten 42,20 % Kinder und Jugendliche unter 18 Jahre, die bei ihnen lebten. 74,40 % waren verheiratete, zusammenlebende Paare, 3,70 % waren allein erziehende Mütter. 19,10 % waren keine Familien. 17,10 % waren Singlehaushalte und in 7,00 % lebten Menschen im Alter von 65 Jahren oder darüber. Die Durchschnittshaushaltsgröße betrug 3,11 und die durchschnittliche Familiengröße lag bei 3,44 Personen.
Auf das gesamte County bezogen setzte sich die Bevölkerung zusammen aus 34,60 % Einwohnern unter 18 Jahren, 7,20 % zwischen 18 und 24 Jahren, 22,20 % zwischen 25 und 44 Jahren, 21,90 % zwischen 45 und 64 Jahren und 14,10 % waren 65 Jahre alt oder darüber. Das Durchschnittsalter betrug 34 Jahre. Auf 100 weibliche Personen kamen 103,60 männliche Personen, auf 100 Frauen im Alter ab 18 Jahren kamen statistisch 102,50 Männer.
Das jährliche Durchschnittseinkommen eines Haushalts betrug 39.766 USD, das Durchschnittseinkommen der Familien betrug 44.783 USD. Männer hatten ein Durchschnittseinkommen von 34.464 USD, Frauen 22.396 USD. Das Prokopfeinkommen betrug 16.267 USD. 10,20 % der Bevölkerung und 6,50 % der Familien lebten unterhalb der Armutsgrenze. 11,30 % davon waren unter 18 Jahre und 6,30 % waren 65 Jahre oder älter.

## Städte und Orte
- Garden City
- Laketown
- Randolph
- Woodruff